# Józef Sebastian Pelczar
Józef Sebastian Pelczar (17. ledna 1842, Korczyna, Halič - 28. března 1924, Přemyšl) byl polský římskokatolický duchovní a biskup diecéze přemyšlské. Papež Jan Pavel II. jej roku 1985 blahořečil a roku 2003 i svatořečil.

## Život
Narodil se v malé vesnici v polské Haliči v římskokatolické rodině. Dne 17. července roku 1864 byl vysvěcen na kněze a posléze pracoval jako profesor. Byl též známým historickým a teologickým autorem. Roku 1891 dokonce založil Řád naší milé paní, královny polské koruny. Řád měl pomoci hlavně sirotkům a lidem bez zaměstnání.
Byl také znám jako teologický a historický autor. V roce 1891 založil Bratrstvo Panny Marie Královny polské koruny, věnovaný především potřebným, sirotkům a těm, kdo hledají práci. Roku 1894 spoluzaložil (spolu s bl. Klarou Ludwikou Szczęsna ženskou řeholní kongregaci Služebných sester Nejsvětějšího Srdce Ježíšova, která se věnuje péči o nemocné.
Dne 16. února byl Pelczar jmenován na titulárního biskupa v Miletopolis a na světicího biskupa diecéze přemyšlské. Biskupské svěcení se konalo 19. března a jeho světitelem byl Łukasz Solecki, biskup diecéze přemyšlské. Roku 1900 se stal dokonce samotným biskupem této diecéze.
Staral se též hodně o chudé lidi, zřizoval pro ně útulky a kuchyně a bezplatné vzdělávání v semináři pro chlapce z chudých rodin.
Zemřel 28. března 1924. Jeho ostatky byly uloženy v kostele sv. Jana Křtitele, avšak roku 1991 byly jeho přeneseny do přemyšlské katedrály.